# Ballomarius munoiensis
Ballomarius munoiensis är en insektsart som beskrevs av Synave 1959. Ballomarius munoiensis ingår i släktet Ballomarius och familjen vedstritar. Inga underarter finns listade i Catalogue of Life.